# Profetia
Profetia är ett budskap som meddelas av en profet. Det rör sig ofta om budskap som hävdas komma från Gud, genom direkt kommunikation med gudomen eller via tolkningar av uppenbarelser. Inte sällan handlar det om budskap om framtiden. Ordet kommer från de grekiska orden pro - före, och fämi - säga.  Kunskap om framtiden som vinns genom olika tekniker eller genom magi kallas spådom. Dessa spådomar hävdas inte komma från Gud utan från andra källor.
En profetia i form av en förebildlig händelse kallas en typologi.

## Profetior inom kristendomen

### Nya Testamentet
Kyrkan har genom historien fäst stor vikt vid Gamla Testamentets profetior och menar att Jesus är uppfyllelsen av dem.
Nya Testamentet beskriver vid ett flertal tillfällen också profetism inom den kristna församlingen. Apostlagärningarna ger flera exempel på detta och Paulus nämner profetia som en av den Helige Andes gåvor eller nådegåvor (Första Korinthierbrevet 12:10). Paulus beskriver gåvan som potentiellt tillgänglig för alla kristna (1 Kor 14:31), men nämner också en profetisk tjänst (att vara profet) som bara innehas av vissa kristna (1 Kor 12:28ff; Ef 4:11). 
Den nytestamentliga profetians syfte är att bygga upp församlingen, genom att förmedla uppmuntran, tröst och förmaning (1 Kor 14:1ff), baserat på av Anden given uppenbarelse (1 Kor 14:26, 29f).

### Fornkyrkan
Kyrkofäderna som var verksamma under församlingens första århundraden beskriver att det fanns ett rikt profetiskt liv inom den tidiga kyrkan, men att det successivt blev mer sällsynt. Montanismen uppstod som en reaktion på detta under senare delen av det andra århundradet. På grund av att större delen av församlingarnas ledare tog avstånd från den, på grund av vad som ansågs vara överdrifter och villolära, så blev profetia ett sällsynt fenomen framåt slutet av det tredje århundradet, även om det fortfarande förekom.

### Senantik och medeltid
Andens kraft och gåvor, inklusive det profetiska talet, kom under 300-talet att knytas till speciellt heliga individer, asketer, martyrer och biskopar. Till den skaran hörde också de missionärer som ledde kristnandet av Nord- och Västeuropa, inklusive Ansgar. Mystiker som Hildegard av Bingen, Teresa av Avila, Johannes av Korset eller den heliga Birgitta beskrivs också som profetiska gestalter, som hade syner, drömmar och andra slags tilltal från Gud.
I övrigt levde profetismen upp inom rörelser som den organiserade kyrkan beskrev som kätterska, såsom bogomilerna, katharerna eller joakimiterna.

### Protestantisk kristendom före 1900-talet
Luther intog en antikarismatisk hållning, till stor del som en reaktion mot alla de rörelser som sammanfattas med begreppet den radikal reformationen. Bland dessa skiftande grupper fanns det flera gemenskaper och individer som ansågs profetera: Zwickauprofeterna och anabaptisterna är de kanske mest kända exemplen.
Calvin menade att Andens övernaturliga gåvor inte längre är i bruk (se cessationism), vilket präglade de reformerta kyrkorna och Church of England, medan profetism var mycket utbredd bland puritanerna, förekom inom Herrnhutismen och i någon mån inom metodismen.
Olika lokala väckelserörelser liksom separatistiska grupper under 17- och 1800-talen, exempelvis gruppen rund Edward Irving, kunde ha inslag av profetism.

### Pentekostala rörelser
I pingstväckelsens, som fick sitt genombrott i början av 1900-talet, så blev profetia ett viktigt kännetecken på Andefyllt kristet liv. Howard Carter och Donald Gee blev de två som kom att ge de mest väsentliga bidragen till pingströrelsens teologi om Andens gåvor, inklusive profetia. Pingströrelsen kom dock snart att isoleras ifrån andra kristna sammanhang, fram till slutet av 40-talet då den åter nådde en bredare allmänhet under helandeväckelsen. Den samtida Latter Rain rörelsen tillskrev en mycket stor roll för den profetiska gåvan.
Även om det förekom att enskilda individer eller grupper inom andra samfund välkomnade upplevelser som liknade vad pingstvännerna kallade Andens dop och också uppvisade ett visst bruk av profetians gåva, så räknar kyrkohistoriker den karismatiska väckelsens utbrott till år 1959-60, när Dennis Bennett, en anglikansk präst, berättade om sitt andedop. Den karismatiska rörelsen räknas som en andra pentekostal våg och i karismatiska sammanhang förekommer det ofta profetiska budskap
En tredje pentekostal rörelse är den neokarismatiska, som brukar räknas som en distinkt pentekostal strömning från början av 80-talet. (Även om gränserna mellan den karismatiska och neokarismatiska rörelsen är flytande.) Utanför västvärlden finns det också många inhemska kyrkor av "Andekaraktär", som räknas som en fjärde pentekostal ström.  Tillsammans uppgår antalet pentekostala troende till över en halv miljard människor, även om den siffran är omstridd.
Inom neokarismatiska kyrkor och "andekyrkor" så spelar helande och profetia generellt sett en större roll än tungotalet i förkunnelse och förväntan på hur man tror att Guds Ande kommer att verka.